# Eartha Kitt
Eartha Mae Kitt (North, Dél-Karolina, 1927. január 17. – Weston, Connecticut, 2008. december 25.) amerikai színésznő, énekesnő, kabarésztár. 
A közönségnek a Broadway-n mutatkozott be a New Faces Of 1952 c. előadásban. Orson Welles „a világ legizgatóbb nőjének” nevezte.

## Élete

### Fiatalkora
Kitt Eartha Mae Keith néven született egy dél-karolinai gyapotültetvényen. Kitt édesanyja cseroki és fekete ősöktől származott, apja német vagy holland bevándorló volt, aki megerőszakolta Kitt anyját.
Kittet Anna Mae Riley nevelte fel, aki Kitt 8 éves korában összeköltözött egy fekete férfival. A férfi kitagadta Kittet, mivel annak viszonylag világos volt a bőre. Kittnek egy másik családdal kellett élni, amíg Riley meg nem halt. Ezután New Yorkba költözött, ahol biológiai anyjával élt. Apjáról semmilyen információval nem rendelkezett, kivéve, hogy vezetékneve Kitt volt és állítólag a farm tulajdonosának volt a fia, ahol Kitt született. Újságban megjelent gyászjelentések szerint apja "egy szegény gyapottermesztő farmer" volt.

### Pályájának kezdete

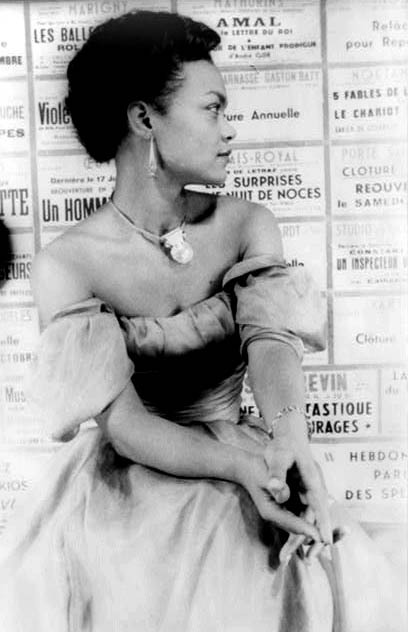
Kitt portréja – Carl Van Vechten fotója, 1952

Kitt énekesi pályafutását 1943-ban a Katherine Dunham Company-ban kezdte és a társulat tagja maradt egészen 1948-ig. Tehetséges énekes volt, egyedülálló énekhanggal, aki olyan slágereket énekelt, mint a "Let's Do It, Let's Fall in Love", "Champagne Taste", "C’est si bon", "Just an Old Fashioned Girl", "Monotonous", "Je cherche un homme", "Love for Sale", "I'd Rather Be Burned as a Witch", "Uskudar'a Gideriken", "Mink, Schmink", "Under the Bridges of Paris", és az egyik legnagyobb sikere, a "Santa Baby", ami 1953-ban jelent meg.
Kitt stílusát még felismerhetőbé tette, hogy folyékonyan megtanult franciául, miközben Európában lépett fel. Még az angol nyelvű dalaiban is érezhető volt a francia behatás, akcentus. Összesen négy nyelven beszélt folyékonyan és hét nyelven volt képes előadni, amit élő kabaréelőadásain demonstrált.

### Legnagyobb sikerei

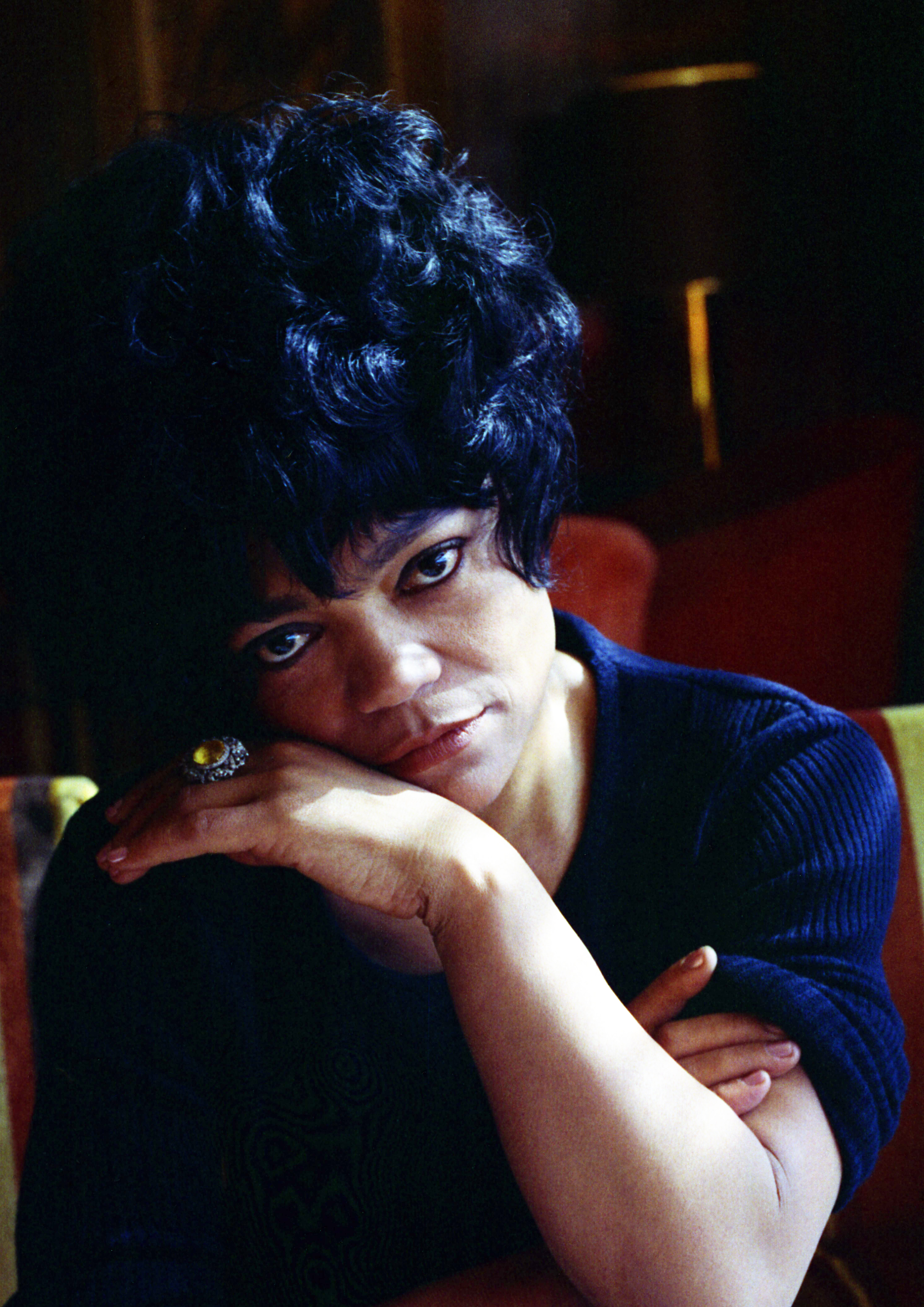

1950-ben Orson Welles Kittnek adta Szép Heléna szerepét az általa rendezett The Tragical History of Doctor Faustus című darabban. Két évvel később fellépett a New Faces of 1952 című revüműsorban, ahol a "Monotonous" és a "Bal, Petit Bal" című, nagy sikerű számait adta elő. 1954-ben a 20th Century Fox stúdió elkészítette a revü filmváltozatát New Faces címmel, amelyben Kitt a "Monotonous", "Uska Dara" és "C'est si bon" számokat énekelte. Bár gyakran pletykálták, hogy Kitt és Orson Welles szeretők voltak 1957-ben, amikor a Shinbone Alley című darabban szerepelt, Kitt ezt később kategorikusan tagadta. "Sohasem feküdtem le Orson Welles-el", mondta a Vanity Fair-nek 2001-ben adott interjúban: "Munkakapcsolat volt és semmi több.". Az 1950-es évek végén szerepelt még a The Mark of the Hawk (1957), St. Louis Blues (1958) és az Anna Lucasta (1959) című filmekben. 
Az 1950-es évek végén és az 1960-as évek elején a filmezés mellett zenei felvételeket készített, fellépett a televízióban és klubokban, valamint visszatért a Broadway-ra, ahol olyan darabokban szerepelt, mint a Mrs. Patterson (1954–1955 között), Shinbone Alley (1957) és a Jolly's Progress (1959). 1964-ben Kitt részt vett a Circle Star Theater megalapításában a kaliforniai San Carlos-ban. Az 1960-as évek végén szerepelt a Batman televíziós változatában, ahol Julie Newmar távozása után alakította Catwoman-t.

### Háborúellenes fellépése
1968-ban Kitt háborúellenes kijelentéseket tett egy fehér házi rendezvényen, ahová Lyndon B. Johnson elnök hívta meg, és ez komolyan nehézségeket okozott neki karrierjében. Az esemény során Johnson elnök felesége, Lady Bird Johnson megkérdezte, hogy mit gondol a vietnámi háborúról. Kitt válasza: „Az ország legjobbjait messzire külditek, hogy ott lelőjék vagy megcsonkítsák őket. Nem csoda, hogy a fiatalok fellázadnak és marihuánát szívnak”.
Később Kitt ezt nyilatkozta:
Amerika gyermekei nem ok nélkül lázadnak. Nem ok nélkül lettek hippik. ... Valami ellen lázadnak. Oly sok dolog van, ami belülről égeti az embereket ebben az országban, különösen az anyákat. Úgy érzik, hogy felnevelik a fiaikat – én is tudom milyen érzés ez, és magának is vannak gyerekei, Mrs. Johnson – felneveljük a gyerekeket és háborúba küldjük őket.
A megjegyzések hatására Mrs. Johnson állítólag sírva fakadt, míg Kitt karrierje megsínylette háborúellenes kiállását. A közvélemény reagálása is elég erőteljes volt, és mivel nyilvánosan számos kritika érte, egy ideig Európában és Ázsiában lépett csak fel.

### Visszatérés
1978-ban a Timbuktu! című musicallel tért vissza a Broadway-re és Amerikába, a darab nagy sikert aratott.
1984-ben a "Where Is My Man" című diszkószáma nagy siker lett, zenei karrierjének első aranylemezét hozta el számára, még Nagy-Britanniában is felkerült a slágerlistára, ahol a 36. helyezést érte el, míg az amerikai Billboard slágerlistán a legjobb helyezése a 7. volt. A kislemez után kiadta az I Love Men című albumot is, a Record Shack kiadó gondozásában. Kitt ezután rendszeresen fellépett az amerikai és angliai éjszakai klubokban, és az AIDS ellen küzdő szervezetek adománygyűjtő estjein.
1989-ben adta ki a"Cha-Cha Heels" című slágerét (a Bronski Beat közreműködésével).

### Későbbi pályafutása

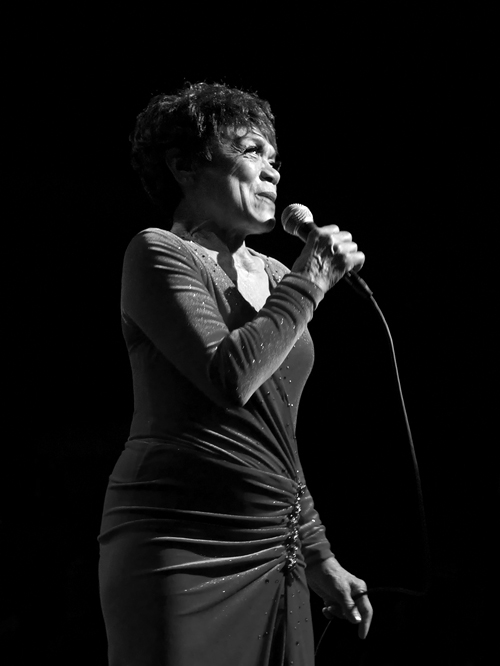
Eartha Kitt koncert közben, 2007

1991-ben visszatért a moziba, amikor az Ernest Scared Stupid című Halloween-filmben eljátszotta Old Lady Hackmore szerepét. 1992-ben Kitt Lady Eloise-t alakította a Boomerang című filmben, amelynek főszereplője Eddie Murphy volt. Az 1990-es évek végén a gonosz nyugati boszorkány szerepében tűnt fel az Óz, a nagy varázsló színpadi változatában. 1995-ben a The Nanny című sorozat egyik részében saját magát alakíthatta, ahol francia nyelven adott elő egy dalt és flörtölt az egyik főszereplővel. 1996-ban feltűnt a Celebrity Jeopardy című showban. 2000-ben ismét szerepelt a Broadway-en, a The Wild Party című musicalben, Mandy Patinkin és Toni Collette mellett. A 2000-es években Hamupipőke keresztanyját alakította a Cinderella című televíziós sorozatban. 2003-ban feltűnt a Nine című musicalben.
Egyik legszokatlanabb szerepe Ká, a piton hangja volt a BBC 1994-es A dzsungel könyve rádióadaptációjában.
Ezt követően számos alkalommal lépett fel manhattani kabarékban, mint pl. a Ballroom vagy a Café Carlyle. Egy alkalommal feltűnt A Simpson család „Once Upon a Time in Springfield” című epizódjában, ahol Ropi, a bohóc egy régi szerelmét alakította.
2006 végén a Mimi le Duck című musicalben lépett fel, majd 2007-ben szerepelt az And Then Came Love című filmben, Vanessa Williams mellett.
Kitt három önéletrajzot adott ki – Thursday's Child (1956), Alone with Me (1976) és I'm Still Here: Confessions of a Sex Kitten (1989).

### Magánélete
Miután rövid kapcsolatot folytatott Charles Revson-al és John Barry Ryan III pénzügyi mágnással, 1960. június 6-án feleségül ment John William McDonald-hoz, egy ingatlanügynökség társtulajdonosához. Egy gyerekük született, a Kitt McDonald névre keresztelt lány, 1961. november 26-án. 1965-ben elváltak.
2008. december 25-én vastagbélrákban hunyt el connecticuti otthonában.

## Díjak
- 1960 Hollywood Walk of Fame − hírességek sétánya
- 2001 Annie-díj: legjobb hangmunka egész estés filmben − The Emperor's New Groove
- 2007 Annie-díj: legjobb hangmunka televíziós animációs produkcióban − The Emperor's New School
- 2007 Emmy-díj: kiemelkedő alakítás animációs programban − The Emperor's New School
- 2008 Annie-díj: legjobb hangmunka televíziós animációs produkcióban − The Emperor's New School
- 2008 Emmy-díj: kiemelkedő alakítás animációs programban − The Emperor's New School
- 2010 Emmy-díj: kiemelkedő alakítás animációs programban − The Wonder Pets

Jelölések
- 1966 Emmy-díj: legjobb színésznő televíziós sorozatban − I Spy
- 1978 Tony-díj: legjobb musicalszínésznő − Timbuktu!
- 1996 Image-díj: legjobb női mellékszereplő − Living Single
- 2000 Tony-díj: legjobb női főszereplő musicalben − The Wild Party
- 2000 Drama Desk-díj: legjobb női musicalszereplő − The Wild Party

## Lemezek
- 1953: RCA Victor Presents Eartha Kitt
- 1954: That Bad Eartha
- 1955: Down To Eartha
- 1957: Thursdays Child
- 1958: St Louis Blues
- 1959: The Fabulous Eartha
- 1960: Revisited
- 1962: Bad But Beautiful
- 1962: The Romantic Eartha
- 1965: Love for Sale
- 1965: Canta En Español
- 1970: Sentimental Eartha
- 1984: I Love Men
- 1989: I'm Still Here
- 1991: Thinking Jazz
- 1994: Back in Business

## Koncert lemezei
- 1963: C'est Si Bon, Live in Tivoli
- 1965: Eartha Kitt Live at The Plaza
- 1990: Live In London
- 1992: Standards/Live
- 2006: Live from the Cafe Carlyle
- 2008: Live At The Cheltenham Jazz Festival

## Középlemezek
- 1950: Eartha Kitt with Doc Cheatham & His Trio
- 1952: New Faces of 1952 – Más előadókkal közös (US; RCA; LOC1008)
- 1954: That Bad Eartha – Double EP (US; RCA; EPB3187)
- 1954: Sings Songs from New Faces (US; RCA; EPA557)
- 1954: Eartha Kitt Sings Songs (DE; Kapp Records; EPA 557)
- 1955: Down to Eartha (US; RCA; EPB1109)
- 1956: Just an Old Fashioned Girl (US; RCA; EPA 9053)
- 1956: Thursday's Child (US; RCA; EPA-844)
- 1956: Gold N Kitt (DE; RCA; EPS 157. Csak Svédországban került kiadásra, két svéd dalt, és e két dal instrumentális változtatát tartalmazza)
- 1957: Eartha Kitt Revisited(UK; Kapp Records; RE-R 1266)
- 1959: Gold´n´Kitt (SWE; RCA) (Újrakiadás, csak Svédország számára, két svéd dalt, és e két dal instrumentális változtatát tartalmazza, közreműködött a Golds orchestra)
- 1959: That Blue Eartha (UK; RCA; SRC-7015)
- 1959: Just Eartha (DE; Kapp; RCX-138)
- 1960: Down to Eartha (US; RCA; EPB1109)

## Kislemezek
- 1952: "Tierre Va Tembla" / "Caliente" (US; SEECO; SR-8242)
- 1952: "Monotonous" / "Boston Beguine" (US; RCA; 47-4952)
- 1953: "Uska Dara - A Turkish Tale" / "Two Lovers" (US; RCA; 47-5284)
- 1953: "C'est si Bon"/ "African Lullaby" (US; RCA; 47-5358)
- 1953: "I Want To Be Evil" / "Annie Doesn't Live Here Anymore" (US; RCA; 20-5442)
- 1953: "Santa Baby" / "Under The Bridges Of Paris" (US; RCA; 20-5502)
- 1954: "Lovin' Spree" / "Somebody Bad Stole de Wedding Bell" (US; RCA; 20-5610)
- 1954: "Let's Do It, Let's Fall in Love" / "Senor" (US; RCA; 47-5737)
- 1954: "Mink Shmink" /  "Easy Does It" (US; RCA; 47-5756)
- 1954: "Apres Moi" / "I Wantcha Around" (US; RCA; 47-5776)
- 1954: "If I Was a Boy" / "Tea in Chicago" (US; RCA; 5882)
- 1954: "Hey Jacques" / "(This Year's) Santa Baby" (US; RCA; 47-5914)
- 1955: "Fredy" / "Sweet And Gentle" - közös dalok Perez Prado-val (US; RCA Victor; 47-6138 )
- 1955: "Under the Bridges of Paris" / "Let's Do It" (UK; RCA; 47-1014)
- 1955: "The Heel" / "My Heart's Delight" (US; RCA; 47-6009)
- 1955: "Do You Remember" / "Mambo De Paree" (US; RCA; 47-6197)
- 1955: "Sho-Jo-Ji (The Hungry Raccoon)" / "Nobody Taught Me" (US; RCA; 47-6245)
- 1956: "I'm a Funny Dame" / "Put More Wood on the Fire" (US; RCA; 47-6267)
- 1956: "Rosenkyssar" / "Vid kajen" (SWE; RCA on 7" vinyl and 78 rpm) (Svéd nyelvű dalok
- 1955: "Nuttin' for Christmas" / "Je Cherche Un Homme (I Want a Man)" (US; RCA; 47-6319)
- 1956: "Honolulu Rock & Roll" / "There is No Cure for L'Amour" (US; RCA; 47-6521)
- 1957: "A Woman Wouldn't Be a Woman" / "Toujour Gai" (US; RCA; 47-6928)
- 1957: "Take My Love, Take My Love" / "Yomme Yomme" (US; RCA; 47-7013)
- 1957: "If I Can't Take It With Me" / "Proceed With Caution" (US; RCA; 47-7118)
- 1958: "Just An Old-Fashioned Girl" / "If I Can't Take It With Me (When I Go)"(UK; RCA; 1087)
- 1959: "Sholem" / "Love Is A Gamble"(US; Kapp; 294)
- 1960: "I Wantcha Around" / "Johnny With The Gentle Hands"(US; Kapp; 333)
- 1961: "No Second Chance" / "You're My Man" (DE; RCA; 47-9525)
- 1962: "A Lady Loves" / "Please Do It Again" (UK; MGM; 1153)
- 1962: "Good Little Girls" / "Diamonds Are a Girl's Best Friend" (UK; MGM; 1178)
- 1962: "It's So Nice to Have a Man Around the House" / "Lola Lola" (AU; Columbia; DO4414)
- 1963: "Mack the Knife" / "Tierra va Tembla" (US; Kapp; 10 246 AU)
- 1963: "Little White Lies" / "An Englishman Needs Time" (UK; Columbia; Db 4985)
- 1963: "Lola Lola" / "I Had a Hard Day Last Night" (US; RCA; DB7170)
- 1965: "The Art of Love" / "Nikki" (US; Brunswick; 05937)
- 1965: "Any Way You Want It Baby / There Comes a Time" (US; Musicor; MU 1220)
- 1965: "Chez Moi" / "When The World Was Young" (UK; HMV; 1401)
- 1968: "Che Vale Per Me" / "Eccomi" (IT; CDI; CDI 2021)
- 1971: "A Knight for My Nights" / "Summer Storm" (UK; RCA; CBS S 7626)
- 1971: "Gib mir deine Hände" / "Ein Sommertraum" (DE; Spark; 14685AT)
- 1972: "Catch the Wind" / "The Hurdy Gurdy Man"(DE; Spark; 14 572 AT)
- 1983: "Where Is My Man"(US; Streetwise; SWRL 221)
- 1984: "I Love Men"(NL; High Fashion Music; MS 128)
- 1986: "I Don't Care"(FR; Scorpio Music; 885 233-1)
- 1986: "This Is My Life"(DE; Metronome; 883 791-1ME )
- 1987: "Arabian Song"(UK; Quazar Records; QUAT 1)
- 1988: "Cha Cha Heels "(DE; Ariola; 662 213 )
- 1989: "Primitive Man"(Ariola; 612 713)
- 1994: "Where Is My Man (Remix 94') "(DE; Blow Up; INT 125.645)
- 1994: "If I Love Ya Then I Need Ya, If I Need Ya Then I Wantcha Around" (UK; RCA; 20-5776)
- 1998: "Where Is My Man '98"(DE; ZYX Music; ZYX 8857-8 )
- 2000: "Where Is My Man  (Joe T. Vanelli Remix)"(US; Groovilicious; GM 225)
- 2001: "This Is My Life (Eartha Kitt vs. Joe T. Vannelli)"(IT; Dream Beat; DB 154)

## Filmek
Egész estés
- Casbah (1948)
- New Faces of 1952 (1954)
- St. Louis Blues (1958)
- Anna Lucasta (1959)
- Saint of Devil's Island (1961)
- Tamás bátya kunyhója (1965)
- Synanon (1965)
- Up the Chastity Belt (1971)
- Friday Foster (1975)
- All by Myself: The Eartha Kitt Story (1982) (dokumentumfilm az önéletrajza alapján)
- The Serpent Warriors (1985)
- The Pink Chiquitas (1987)
- Dragonard (1987)
- Master of Dragonard Hill (1989)
- Erik the Viking (1989)
- Living Doll (1990)
- Ernest Scared Stupid (1991)
- Boomerang (1992)
- Fatal Instinct (1993)
- Unzipped (1995) (dokumentumfilm)
- Harriet the Spy (1996)
- Ill Gotten Gains (1997)
- I Woke Up Early the Day I Died (1998)
- A dzsungel könyve (1998)
- The Emperor's New Groove (2000) (Yzma hangja)
- The Making and Meaning of We Are Family (2002) (dokumentumfilm)
- The Sweatbox (2002) (dokumentumfilm)
- Anything But Love (2002)
- Holes (2003)
- Preaching to the Choir (2005)
- Kronk's New Groove (2005)
- And Then Came Love (2007)

Rövidfilm
- All About People (1967) (narrátor)

## Fordítás
Ez a szócikk részben vagy egészben  az   Eartha Kitt című angol Wikipédia-szócikk ezen változatának fordításán alapul.  Az eredeti cikk szerkesztőit annak laptörténete sorolja fel. Ez a jelzés csupán a megfogalmazás eredetét és a szerzői jogokat jelzi, nem szolgál a cikkben szereplő információk forrásmegjelöléseként.

## További információ
- Hivatalos oldal
- Eartha Kitt a Facebookon
- Eartha Kitt a PORT.hu-n (magyarul)
- Eartha Kitt az Internetes Szinkronadatbázisban (magyarul)
- Eartha Kitt az Internet Movie Database-ben (angolul)
- Eartha Kitt a Rotten Tomatoeson (angolul)